# Eugenio Olavarría y Huarte
Eugenio Olavarría y Huarte (1853-1933) fue un folclorista, periodista, militar y escritor español.

## Biografía
Nació el 6 de diciembre de 1853. Participó en publicaciones como El Progreso, El Ejército Español, Biblioteca de las Tradiciones Populares Españolas, La América, Boletín Folklórico Español o Archivio per lo Studio delle Tradizioni Popolari, empleando a lo largo de su vida seudónimos como «A. Reader» o «L. Giner de Arivau». Entre sus obras se encuentran Tradiciones de Toledo (1878) e Historia del Alcázar de Toledo (1880), junto a Francisco Martín Arrué, además de estudios monográficos sobre el folklore de Madrid y Proaza. Fue uno de los promotores de la sociedad Folk-Lore Castellano. Falleció  en 1933.